# Dirka po Italiji 2014
Dirka po Italiji 2014 (italijansko Giro d'Italia 2014) je 97. izvedba dirke po Italiji, tritedenske moške cestne kolesarske etapne dirke. Začela se je 9. maja v Belfastu in končala 1. junija v Trstu. Sodelovalo je 198 kolesarjev iz 22-ih ekip. Rožnato majico je prvič osvojil Nairo Quintana (Movistar Team), drugo mesto Rigoberto Urán (Omega Pharma–Quick-Step), tretje pa Fabio Aru (Astana). Rdečo majico je osvojil Nacer Bouhanni (FDJ.fr), modro majico Julián Arredondo (Trek Factory Racing), belo majico pa Nairo Quintana.

## Ekipe
UCI WorldTeams
- Ag2r-La Mondiale
- Astana
- Belkin Pro Cycling
- BMC Racing Team
- Cannondale
- FDJ.fr
- Garmin–Sharp
- Giant-Shimano
- Lampre-Merida
- Lotto–Belisol
- Movistar Team
- Omega Pharma–Quick-Step
- Orica–GreenEDGE
- Team Katusha
- Team Europcar
- Team Sky
- Tinkoff–Saxo
- Trek Factory Racing

UCI Professional Continental teams
- Androni Giocattoli–Venezuela
- Bardiani–CSF
- Colombia
- Neri Sottoli

## Etape
| Etapa | Datum    | Štart/Cilj                                             | Razdalja    | Tip         | Tip                    | Zmagovalec             |           |
| ----- | -------- | ------------------------------------------------------ | ----------- | ----------- | ---------------------- | ---------------------- | --------- |
| 1     | 9. maj   | Belfast (Severna Irska) – Belfast (Severna Irska)      | 21,7 km     |             | ekipni kronometer      | Orica–GreenEDGE        |           |
| 2     | 10. maj  | Belfast (Severna Irska) – Belfast (Severna Irska)      | 219 km      |             | ravninska etapa        | Marcel Kittel (GER)    |           |
| 3     | 11. maj  | Armagh (Severna Irska) – Dublin (Irska)                | 187 km      |             | ravninska etapa        | Marcel Kittel (GER)    |           |
|       | 12. maj  | dan počitka                                            | dan počitka | dan počitka | dan počitka            | dan počitka            |           |
| 4     | 13. maj  | Giovinazzo – Bari                                      | 112 km      |             | ravninska etapa        | Nacer Bouhanni (FRA)   |           |
| 5     | 14. maj  | Taranto – Viggiano                                     | 203 km      |             | hribovito-gorska etapa | Diego Ulissi (ITA)     |           |
| 6     | 15. maj  | Sassano – Montecassino                                 | 257 km      |             | hribovito-gorska etapa | Michael Matthews (AUS) |           |
| 7     | 16. maj  | Frosinone – Foligno                                    | 211 km      |             | hribovita etapa        | Nacer Bouhanni (FRA)   |           |
| 8     | 17. maj  | Foligno – Montecopiolo                                 | 179 km      |             | gorska etapa           | Diego Ulissi (ITA)     |           |
| 9     | 18. maj  | Lugo – Sestola                                         | 172 km      |             | hribovito-gorska etapa | Pieter Weening (NED)   |           |
|       | 19. maj  | dan počitka                                            | dan počitka | dan počitka | dan počitka            | dan počitka            |           |
| 10    | 20. maj  | Modena – Salsomaggiore Terme                           | 173 km      |             | ravninska etapa        | Nacer Bouhanni (FRA)   |           |
| 11    | 21. maj  | Collecchio – Savona                                    | 249 km      |             | hribovito-gorska etapa | Michael Rogers (AUS)   |           |
| 12    | 22. maj  | Barbaresco – Barolo                                    | 41,9 km     |             | posamični kronometer   | Rigoberto Urán (COL)   |           |
| 13    | 23. maj  | Fossano – Rivarolo Canavese                            | 157 km      |             | ravninska etapa        | Marco Canola (ITA)     |           |
| 14    | 24. maj  | Agliè – Oropa                                          | 164 km      |             | gorska etapa           | Enrico Battaglin (ITA) |           |
| 15    | 25. maj  | Valdengo – Montecampione                               | 225 km      |             | gorska etapa           | Fabio Aru (ITA)        |           |
|       | 26. maj  | dan počitka                                            | dan počitka | dan počitka | dan počitka            | dan počitka            |           |
| 16    | 27. maj  | Ponte di Legno – Val Martello (Martelltal)             | 139 km      |             | gorska etapa           | Nairo Quintana (COL)   |           |
| 17    | 28. maj  | Sarnonico – Vittorio Veneto                            | 208 km      |             | hribovita etapa        | Stefano Pirazzi (ITA)  |           |
| 18    | 29. maj  | Belluno – Rifugio Panarotta (Valsugana)                | 171 km      |             | gorska etapa           | Julián Arredondo (COL) |           |
| 19    | 30. maj  | Bassano del Grappa – Cima Grappa (Crespano del Grappa) | 26,8 km     |             | gorski kronometer      | Nairo Quintana (COL)   |           |
| 20    | 31. maj  | Maniago – Monte Zoncolan                               | 167 km      |             | gorska etapa           | Michael Rogers (AUS)   |           |
| 21    | 1. junij | Humin – Trst                                           | 172 km      |             | ravninska etapa        | Luka Mezgec (SLO)      |           |
|       | Skupaj   | Skupaj                                                 | 3445,5 km   | 3445,5 km   | 3445,5 km              | 3445,5 km              | 3445,5 km |

## Razvrstitev po klasifikacijah
| Etapa  | Zmagovalec       | Rožnata majica · | Rdeča majica · | Modra majica ·     | Bela majica ·    | Ekipno po času          | Ekipne po točkah        |
| ------ | ---------------- | ---------------- | -------------- | ------------------ | ---------------- | ----------------------- | ----------------------- |
| 1      | Orica–GreenEDGE  | Svein Tuft       | brez           | brez               | Luke Durbridge   | Orica–GreenEDGE         | Orica–GreenEDGE         |
| 2      | Marcel Kittel    | Michael Matthews | Marcel Kittel  | Maarten Tjallingii | Michael Matthews | Orica–GreenEDGE         | Orica–GreenEDGE         |
| 3      | Marcel Kittel    | Michael Matthews | Marcel Kittel  | Maarten Tjallingii | Michael Matthews | Orica–GreenEDGE         | Team Sky                |
| 4      | Nacer Bouhanni   | Michael Matthews | Nacer Bouhanni | Maarten Tjallingii | Michael Matthews | Orica–GreenEDGE         | Giant-Shimano           |
| 5      | Diego Ulissi     | Michael Matthews | Elia Viviani   | Maarten Tjallingii | Michael Matthews | Astana                  | Giant-Shimano           |
| 6      | Michael Matthews | Michael Matthews | Elia Viviani   | Michael Matthews   | Michael Matthews | BMC Racing Team         | Giant-Shimano           |
| 7      | Nacer Bouhanni   | Michael Matthews | Nacer Bouhanni | Michael Matthews   | Michael Matthews | BMC Racing Team         | Giant-Shimano           |
| 8      | Diego Ulissi     | Cadel Evans      | Nacer Bouhanni | Julián Arredondo   | Rafał Majka      | BMC Racing Team         | Trek Factory Racing     |
| 9      | Pieter Weening   | Cadel Evans      | Nacer Bouhanni | Julián Arredondo   | Rafał Majka      | Omega Pharma–Quick-Step | Lampre-Merida           |
| 10     | Nacer Bouhanni   | Cadel Evans      | Nacer Bouhanni | Julián Arredondo   | Rafał Majka      | Omega Pharma–Quick-Step | Lampre-Merida           |
| 11     | Michael Rogers   | Cadel Evans      | Nacer Bouhanni | Julián Arredondo   | Rafał Majka      | Omega Pharma–Quick-Step | Lampre-Merida           |
| 12     | Rigoberto Urán   | Rigoberto Urán   | Nacer Bouhanni | Julián Arredondo   | Rafał Majka      | Omega Pharma–Quick-Step | Lampre-Merida           |
| 13     | Marco Canola     | Rigoberto Urán   | Nacer Bouhanni | Julián Arredondo   | Rafał Majka      | Omega Pharma–Quick-Step | Lampre-Merida           |
| 14     | Enrico Battaglin | Rigoberto Urán   | Nacer Bouhanni | Julián Arredondo   | Rafał Majka      | Omega Pharma–Quick-Step | Lampre-Merida           |
| 15     | Fabio Aru        | Rigoberto Urán   | Nacer Bouhanni | Julián Arredondo   | Rafał Majka      | Omega Pharma–Quick-Step | Lampre-Merida           |
| 16     | Nairo Quintana   | Nairo Quintana   | Nacer Bouhanni | Julián Arredondo   | Nairo Quintana   | Ag2r-La Mondiale        | Lampre-Merida           |
| 17     | Stefano Pirazzi  | Nairo Quintana   | Nacer Bouhanni | Julián Arredondo   | Nairo Quintana   | Ag2r-La Mondiale        | Omega Pharma–Quick-Step |
| 18     | Julián Arredondo | Nairo Quintana   | Nacer Bouhanni | Julián Arredondo   | Nairo Quintana   | Ag2r-La Mondiale        | Omega Pharma–Quick-Step |
| 19     | Nairo Quintana   | Nairo Quintana   | Nacer Bouhanni | Julián Arredondo   | Nairo Quintana   | Ag2r-La Mondiale        | Omega Pharma–Quick-Step |
| 20     | Michael Rogers   | Nairo Quintana   | Nacer Bouhanni | Julián Arredondo   | Nairo Quintana   | Ag2r-La Mondiale        | Omega Pharma–Quick-Step |
| 21     | Luka Mezgec      | Nairo Quintana   | Nacer Bouhanni | Julián Arredondo   | Nairo Quintana   | Ag2r-La Mondiale        | Omega Pharma–Quick-Step |
| Skupaj | Skupaj           | Nairo Quintana   | Nacer Bouhanni | Julián Arredondo   | Nairo Quintana   | Ag2r-La Mondiale        | Omega Pharma–Quick-Step |

## Končna razvrstitev
| Legenda | Legenda                                  | Legenda | Legenda                                    |
| ------- | ---------------------------------------- | ------- | ------------------------------------------ |
|         | Predstavlja vodilnega v skupnem seštevku |         | Predstavlja najboljšega mladega kolesarja  |
|         | Predstavlja vodilnega po točkah          |         | Predstavlja vodilnega v gorski razvrstitvi |